# Amatán
Amatán es una localidad del estado mexicano de Chiapas, cabecera del municipio homónimo. 

## Toponimia
El nombre Amatán proviene del náhuatl y se interpreta como "lugar de amates".
Según el Gran Diccionario Náhuatl, la palabra amatl significa «papel», y refiere al tradicional amate.

Cecilio Robelo, en su obra «Toponimia Tarasco-Hispano-Nahoa» asocia la traducción «junto a los árboles de amate» al topónimo Amatlan.

## Geografía
La localidad está ubicada en la posición 17°22′17″N 92°49′5″O / 17.37139, -92.81806, a una altitud de 789 m s. n. m.
Según la clasificación climática de Köppen, el clima corresponde al tipo Am - tropical monzónico).

## Demografía
Cuenta con 4327 habitantes lo que representa un incremento promedio de 0.94% anual en el período 2010-2020 sobre la base de los 3947 habitantes registrados en el censo anterior. Ocupa una superficie de 0.9623 km², lo que determina al año 2020 una densidad de 4497 hab/km².
| Gráfica de evolución demográfica de Amatán entre 2000 y 2020      |
|                                                                   |
| Fuente: Instituto Nacional de Estadística Geografía e Informática |

En el año 2010 estaba clasificada como una localidad de grado alto de vulnerabilidad social.
La población de Amatán está mayoritariamente alfabetizada (10.68% de personas analfabetas al año 2020) con un grado de escolarización en torno de los 7 años. El 7.56% de la población es indígena.